# 59. Müncheni Biztonsági Konferencia
Az 59. Müncheni Biztonsági Konferencia (angolul: Munich Security Conference, rövidítve: MSC 2023) megtartására 2023. február 17. és február 19. között került sor, helyszíne Münchenben a Hotel Bayerischer Hof volt.
A konferencia az egyik legfontosabb évente megrendezésre kerülő találkozó, amelyen a világ vezetői, politikusok megvitatják a globális biztonsági helyzetet és tárgyalnak az akut válságokról, konfliktusokról is.
Az MSC 2023 konferencia központi témája Oroszország Ukrajna elleni háborúja és a NATO bővítése volt. A többi megbeszélés egyrészt az autokratikus államoknak a nemzetközi rend felülvizsgálatára irányuló fokozott erőfeszítéseire összpontosított, másrészt a konferencia a geopolitikai kihívások ellenére a nemzetközi rend új, közös jövőképére és együttműködésre szólított fel. A fenti kérdéseken túl az éghajlatváltozás, az élelmezésbiztonság és az energiabiztonság, regionális és országspecifikus témák is szerepeltek a konferencia napirendjén, mint például Irán, Afrika és Oroszország. A konferencia elnöke Christoph Heusgen német diplomata, korábbi nagykövet volt.
A soron következő, 60. MSC konferencia megtartására 2024 februárjában került sor.

## A konferencia résztvevői
A fórumra több mint 40 államfőt és 60 minisztert vártak. A jelentősebb személyek közül többek között jelen volt: Jens Stoltenberg, a NATO  főtitkára, Ursula von der Leyen, az Európai Bizottság elnöke, Kamala Harris, az Egyesült Államok alelnöke, Antony Blinken, az Egyesült Államok  külügyminisztere, Olaf Scholz német kancellár, Emmanuel Macron francia elnök, Rishi Sunak brit miniszterelnök, Volodimir Zelenszkij ukrán elnök (online), Dmytro Kuleba ukrán külügyminiszter, Giorgia Meloni olasz miniszterelnök, Wang Yi, Kína külügyminisztere, Bill Gates amerikai üzletember.
Az 1990-es évek óta először került sor arra, hogy orosz tisztviselők nem kaptak meghívást a konferenciára. „Azért nem hívtuk meg Oroszország hivatalos képviselőit, mert nem akarjuk, hogy a müncheni biztonsági konferencia az orosz propaganda pódiumaként szolgáljon” - mondta Christoph Heusgen.  A szervezők kizárták az iráni kormánytisztviselőket is, mivel álláspontjuk szerint Teherán brutálisan elnyomja a tiltakozásokat.

## A konferencia főbb pontjai és az ahhoz kapcsolódó események
Az ukrajnai háború kirobbantásának egyéves évfordulója előtt néhány nappal rendezték meg a tanácskozást, aminek legfőbb napirendi témája Ukrajna támogatása volt. Az állam- és kormányfők többsége elkötelezte magát Ukrajna további katonai segítése mellett, ebben egyetértés volt köztük, azonban konkrét fegyverszállítási megállapodásra nem került sor.
Emmanuel Macron francia elnök egy interjúban kifejtette, hogy az ukrajnai háborúban Oroszország vereségét szeretné, de azt is hozzátette, hogy „Egyesekkel ellentétben én nem gondolom, hogy Oroszországot teljesen tönkre kell tenni, meg kell támadni szárazföldön. Ez soha nem volt Franciaország álláspontja, és nem is lesz soha”. Macron kiállt Ukrajna támogatása mellett, de meggyőződése szerint a háború a végén nem katonailag fog megoldódni.
Volodimir Zelenszkij ukrán elnök a nyugati vezetőket beszéd helyett cselekvésre szólította fel, videokapcsolaton keresztül a fegyverek gyors szállítását kérte, és figyelmeztetett a harctéren lévő készletek fogyatkozására.
Rishi Sunak brit miniszterelnök elmondta, hogy Nagy-Britannia lesz az első ország a szövetségesek közül, amely hosszabb hatótávolságú fegyverekkel látja el Ukrajnát, de nem készül nyugati harci repülőgépek ukrajnai szállítására. Sunak hangsúlyozta, olyan katonai stratégiára van szükség, amely döntő hadszíntéri fölényt biztosít Ukrajnának a háború megnyeréséhez, és olyan politikai stratégiára, amellyel „a békét lehet megnyerni”. A brit kormányfő szerint a világnak el kell számoltatnia Oroszországot, át kell tekinteni például, hogy Moszkvát miként lehetne rászorítani a hozzájárulásra az ukrajnai újjáépítés költségeihez.
Jens Stoltenberg NATO-főtitkár azt mondta, hogy „semmi sem utal arra”, hogy Vlagyimir Putyin „megváltoztatta volna ambícióit”. A konfliktus e kritikus pontján elengedhetetlen, hogy „megadjuk Ukrajnának, amire szüksége van ahhoz, hogy győzni tudjon és független, szuverén nemzetként fennmaradjon Európában” - mondta. „A legnagyobb kockázat az, hogy Putyin győz. Ha Putyin győz Ukrajnában, az lesz az üzenet számára és más tekintélyelvű vezetők számára, hogy erőszakkal is elérhetik, amit akarnak” - figyelmeztetett.
A konferencia házigazdája, Olaf Scholz német kancellár kérte európai partnereit, hogy tegyenek eleget ígéretüknek, és haladéktalanul szállítsanak harckocsikat Ukrajnának. Boris Pistorius német védelmi miniszter azzal folytatta, hogy a katonai kiadások növelése szükséges Európában és a NATO-ban. Felszólította a NATO-szövetséget, hogy állapodjanak meg GDP-arányos 2%-os minimális kötelezettségvállalásban, és törekedjenek a magasabbra. Németország még nem teljesítette a 2%-os célt, de Scholz további 100 milliárd euróval növelte a Bundeswehr költségvetését.
Kamala Harris amerikai alelnök beszédében emberiesség elleni bűncselekményekkel vádolta az orosz erőket és feletteseiket Ukrajnában. Az amerikai kormány már hivatalosan is megállapította, hogy az orosz csapatok háborús bűnöket követnek el Ukrajnában. Most egy lépéssel tovább mentek, és az orosz atrocitásokat emberiesség elleni bűncselekményeknek minősítették. Az alelnök válaszul azt mondta, hogy „igazságot kell szolgáltatni” és „az elkövetőket felelősségre kell vonni”. Harris kifejtette, hogy az orosz katonák szándékosan civileket vettek célba, bizonyítékokat idézve a „széles körű és rendszerszintű” nemi erőszakról, kínzásokról, kivégzésszerű gyilkosságokról, verésekről, áramütésről és deportálásról, beleértve a gyerekeket, akiket - mint mondta - kegyetlenül elválasztottak a szüleiktől. Oroszország amerikai nagykövete, Anatolij Antonov visszavágott, és azt mondta, hogy az amerikaiak megpróbálják „démonizálni Oroszországot”.
Wang Ji kínai külügyminiszter a fórumon bejelentette, hogy Peking a háború kirobbantásának évfordulóján, február 24-én békekezdeményezést terjeszt elő. A miniszter ekkor részleteket nem közölt. Wang Yi hangsúlyozta, hogy a béke Ukrajnában és a világ más részein Peking legfőbb külpolitikai prioritása, csakúgy, mint a független nemzetek szuverenitásának tiszteletben tartása. Ugyanebben az összefüggésben óva intett a nemzetközi beavatkozástól Tajvan kérdésében. Blinken és Wang a konferencia utolsó estéjén leült egymással, ez volt az első magas szintű találkozón a két ország között azóta, hogy az Egyesült Államok lelőtt egy állítólagos kínai megfigyelő léggömböt. Blinken közölte Wanggal, hogy az Egyesült Államok nem törekszik konfliktusra Kínával, de óva intette attól, hogy Peking bármilyen anyagi támogatást nyújtson Oroszországnak, vagy segítsen Moszkvának kijátszani a nyugati szankciókat.
Sanna Marin finn miniszterelnök kijelentette, hogy Finnország Svédországgal együtt akar csatlakozni a NATO-hoz. A NATO-hoz történő csatlakozásról Oroszország Ukrajna elleni háborúja miatt döntöttek. Azt is hozzátette, hogy kizárólag Ukrajna dönthet arról, hogy meddig folytatja a háborút, és milyen feltételekkel köt békét.
Ursula von der Leyen, az Európai Bizottság elnöke hangsúlyozta, hogy „megkettőzött erővel” kell tovább folytatni Ukrajna katonai támogatását, és nemcsak több segítséget kell nyújtani, hanem gyorsabban is. Nemcsak Ukrajnának és Európának, de az egész világnak fontos, hogy ne valósulhassanak meg Vlagyimir Putyin „imperialista tervei” – mondta a brüsszeli bizottság vezetője.
Maia Sandu, Moldova elnöke kifejtette, hogy információi szerint Oroszországnak az a célja, hogy megakadályozza Moldova uniós csatlakozását és emiatt akár puccsot is előkészíthet. Azonban az elnök afelől biztosított, hogy az oroszok terve nem fog működni.
Afganisztánnal kapcsolatban a megoldatlan problémákkal kapcsolatos kérdések is felmerültek a konferencián. A nyugati hatalmak és Afganisztán szomszédos országai nem voltak egységesek abban, miként kezeljék a kabuli tálib rezsimet. Mind az elkötelezettségnek, mind a be nem avatkozásnak megvannak a maga előnyei és hátrányai. A nemzetközi vezetők egyetértenek abban, hogy a tálibok megsértik az afgánok alapvető emberi jogait. A lányok nem járhatnak iskolába, a szegénység növekszik, és az emberek szenvednek. Afganisztán lakosságának fele éhezik. A tálibok 2021 augusztusában vették át a hatalmat Afganisztánban, de 2023 februárjában Afganisztánra már alig figyeltek világszerte. Az amerikaiak nem szándékoztak pénzügyi segítséget nyújtani Afganisztánnak, mivel ez végső soron a tálib kormányt erősítené. Az afgán vezetők Kína és Oroszország támogatását élvezik. Megállapították, hogy Afganisztán gazdasága nem működik, pénzeszközei be vannak fagyasztva, továbbá az ország ellen még nemzetközi szankciók is vannak. Amíg ezeket a kérdéseket nem oldják meg, addig Afganisztánnak nagyon nehéz lesz kilábalnia ebből a válságból. A szankciók és a pénzeszközök befagyasztásának feloldása ugyanakkor a tálib rezsim megerősítését jelentené, ami a Nyugat számára semmiképpen sem opció, még akkor sem, ha közben Afganisztán lakossága szenved.
A 92 éves Soros György milliárdos üzletember is felszólalt a müncheni biztonsági konferencián. Beszédében kiemelte, hogy civilizációnkat az összeomlás veszélye fenyegeti az éghajlatváltozás feltartóztathatatlan előretörése miatt, példaként említette a grönlandi jégtakaró olvadását. Az emberi beavatkozás tönkretette a korábban stabil rendszert, és a helyreállításához emberi leleményességre lesz szükség, helyi és nemzetközi szinten egyaránt. Kifejtette, hogy az éghajlatváltozás gyorsuló üteme nagyarányú migrációt fog okozni, amire a világ nincs felkészülve. Ha nem változtatunk az éghajlatváltozás kezelésének módján, civilizációnkat alapjaiban fogja megrengetni a hőmérséklet emelkedése, amely gyakorlatilag élhetetlenné teszi a világot. Majd geopolitikai kérdésekről, köztük a nyitott és a zárt társadalmakról beszélt, illetve India, Törökország, Brazília, Kína vezetőinek politikáikról. Ukrajna vonatkozásában egyetértett abban, hogy a háborút csak úgy lehet befejezni, ha Ukrajna megnyeri, azonban hozzátette, mindenáron el kell kerülni egy harmadik világháborút, és Európa Ukrajna iránti támogatását meg kell őrizni.

## Közlekedési sztrájk a konferencia alatt
A konferencia első napján a müncheni repülőtéren pénteken a földi és biztonsági személyzet sztrájkja miatt több mint 700 járatot törölnek. Hét német repülőtéren, köztük Frankfurtban és Münchenben 24 órás sztrájkot tartottak. A fennakadások első jele az volt, hogy a román külügyminiszter nem tudott felszállni egy törölt járatra, kénytelen volt Ausztriába repülni, majd onnan több mint négyórás autóúttal Münchenbe.